# Ким, Энди (политик)
Эндрю (Энди) Ким (англ. Andrew (Andy) Kim; род. 12 июля 1982, Бостон) — американский политик, член Демократической партии. Сенатор США от штата Нью-Джерси (с 2024).

## Биография
Энди Ким родился в Бостоне в семье корейских иммигрантов, провёл детство в округе Берлингтон, штат Нью-Джерси.
В 2004 году окончил Чикагский университет, где изучал политологию и состоял в Обществе Phi Beta Kappa. Став стипендиатом Родса, получил в Оксфордском университете степень доктора философии. Работал в аппарате Совета национальной безопасности США в период администрации Барака Обамы.
В 2018 году впервые избран в Палату представителей США от 3-го округа штата Нью-Джерси, победив обладателя мандата — республиканца Тома Макартура.
Энди Ким получил общенациональную известность в январе 2021 года, когда вирусным стало видео, на котором Ким собирал в ротонде здания Капитолия мусор, оставшийся после ухода сторонников президента Трампа.
После предъявления сенатору от Нью-Джерси Бобу Менендесу обвинений в коррупции Ким начал сбор средств на собственную избирательную кампанию в борьбе за его мандат и позднее победил в праймериз Демократической партии, от участия в которых отказался ушедший в отставку Менендес (9 сентября 2024 года Менендеса сменил Джордж Хелми, которого назначил губернатор штата на срок до избрания нового сенатора).
5 ноября 2024 года состоялись выборы в Сенат США от штата Нью-Джерси, по итогам которых Ким одержал победу над республиканцем Кертисом Бэшоу (Curtis Bashaw), став первым в истории сенатором США корейского происхождения. В ходе предвыборной кампании Ким выступал против сокращения налогов для богатых и за право на аборт.
8 декабря 2024 года губернатор штата Нью-Джерси Фил Мёрфи за три недели до начала срока полномочий избранных в ноябре сенаторов назначил Энди Кима сенатором от Нью-Джерси после отставки действующего сенатора Джорджа Хелми.
Одной из страстей Кима является приготовление бейглов — он заявлял, что если бы не занялся политикой, то открыл бы магазин с ними.